# William E. Schevill
William Edward 'Bill' Schevill (Brooklyn, 2 juli 1906 - Concord, 25 juli 1994) was een Amerikaanse paleontoloog die beroemd was om zijn aandeel in het opzetten van het meest complete skelet van de korthalzige pliosauriër Kronosaurus queenslandicus, ontdekt in Hughenden in Queensland, Australië, in 1932. Later werd hij bekend als een autoriteit op het gebied van het gezang van walvissen. Schevill had de titel van emeritus wetenschapper aan het Woods Hole Oceanographic Institution, waar hij in 1943 was begonnen te werken en in 1985 officieel met pensioen ging.

## Biografie

### Vroege scholing
William E. Schevill, geboren op 2 juli 1906 in Brooklyn, groeide op in Manhattan en Saint Louis. Voordat hij naar de universiteit ging, bracht hij bijna een jaar door in Silver City, waar hij op een ranch werkte en de reputatie van ruziemaker kreeg. Hij studeerde af aan het Harvard College in 1927 en maakte de modernisering mee van het Harvard Museum of Comparative Zoology (MCZ) zoals begonnen door de nieuwe directeur Thomas Barbour. In 1929 verdiende Bill Schevill een A.M. met onder Percy Raymond, MCZ Professor en Curator of Invertebrate Paleontology, wiens assistent hij werd. Schevill werd al snel gepromoveerd tot Associate Curator en reisde met professor Raymond mee op belangrijke expedities naar de Burgess Shale, British Columbia (1930) en naar Estland, Noorwegen en Zweden (1934) om fossielen te verzamelen.

### De ontdekking vanKronosaurus
In 1931 zond het Museum of Comparative Zoology (MCZ) een expeditie naar Australië met het tweeledige doel om fossiele specimina te verzamelen en om deel te nemen aan de studie van de moderne dieren van de regio. De Harvard Australian Expedition (1931-1932), zoals het bekend werd, was een zeskoppige onderneming onder leiding van Harvard-professor William Morton Wheeler, met onder andere P. Jackson Darlington jr., Glover Morrill Allen en zijn student Ralph Nicholson Ellis, medisch officier Ira M. Dixon en William E. Schevill. De missie was een succes met meer dan honderd zoogdieren en duizenden insecten die meegenomen werden naar de Verenigde Staten. Staten. Toch bleef Schevill, de fossielenliefhebber van het team, in Australië nadat de anderen waren vertrokken en in de winter van 1932 werd verteld door de boer Ralph W.H. Thomas dat die iets vreemds uit de rotsen had zien steken op zijn terrein in de buurt van Hughenden. Het betrof kalksteenknollen met daarin het meest complete skelet van een kronosaurus ooit ontdekt. Nadat hij de knollen met springstof uit de grond had gehaald (in brokken met een gewicht van ongeveer vier ton) met de hulp van een Britse migrant die was opgeleid in het gebruik van explosieven, liet Scheville de fossielen naar Harvard zenden voor onderzoek en preparatie. De schedel die overeenkwam met het holotype, een kaakfragment, van Kronosaurus queenslandicus, werd meteen geprepareerd, maar tijd- en budgetbeperkingen stelden de restauratie van het bijna volledige skelet, waarvan de meeste botten opgesloten bleven in de kalksteenblokken, twintig jaar uit.
Na zijn terugkeer van de expeditie, werd William E. Schevill benoemd tot bibliothecaris van de MCZ van 1935 tot 1943, en Barbour merkte in 1937 op dat hij een uitgesproken voorkeur had voor bibliografie. Het is niet verwonderlijk dat Schevill in 1936 een van de oprichters werd van de Society for the Bibliography of Natural History. Tijdens deze periode behaalde hij een mastergraad in paleontologie aan Harvard en ontmoette hij zijn toekomstige vrouw Barbara Lawrence. Ze trouwden op 23 december 1938 en kregen twee kinderen: dochter Lee en zoon Edward.

### Cetologie
Bill Schevill werd in 1943 een medewerker in Physical Oceanography aan de Woods Hole Oceanographic Institution (WHOI) in Massachusetts. De eerste arbeid van Bill Schevill was onder de auspiciën van de Amerikaanse marine om de echolocatie van U-boten te onderzoeken. Hij was eerder afgekeurd voor militaire dienst vanwege chronische iritis. Hij sloot zich aan bij een kleine groep die met geallieerde onderzeeërs werkte aan het observeren van de temperatuur van de bovenste niveaus van de oceaan om deze te gebruiken voor stealth bij het omgaan met vijandelijke sonar. Zulk maritiem werk inspireerde hem en, terwijl hij de paleontologie achter zich liet, werd William E. Schevill een van 's werelds meest innovatieve walvisbiologen en een onbetwiste pionier op het gebied van walvisgezang. In overeenstemming met zijn baanbrekende werk, publiceerde Schevill meer dan vijftig artikelen over het gezang van walvissen en verschafte daarmee het kader voor honderden wetenschappelijke studies geproduceerd door andere deskundigen van de jaren zestig tot heden. Het is echter het vermelden waard dat zijn vrouw Barbara Lawrence, inmiddels de conservator van zoogdieren van het MCZ, deze documenten vaak samen met hem schreef. Ondanks zijn verandering in het vakgebied, wordt gemeld dat Bill Schevill zijn tijd gelijk verdeelde tussen het MCZ en de WHOI - zijn werk met het laatste instituut heeft waarschijnlijk betrekking op cetologie in tegenstelling tot fossiele studies.
William E. Schevills studie van walvissen grijpt op een gegeven moment ook terug op de Amerikaanse marine-operaties die hem voor het eerst op dit pad brachten. Zoals opgemerkt bij zijn dood door de Society for the Bibliography of Natural History: Bill hielp een gespannen moment tussen de Verenigde Staten en de Sovjet-Unie tijdens de Koude Oorlog te bezweren. Het Amerikaanse leger vermoedde dat de Sovjets laagfrequente radarecho's gebruikten om Amerikaanse onderzeeërs te lokaliseren, terwijl Bill aantoonde dat deze werden geproduceerd door gewone vinvissen (Balaenoptera physalus) die op prooien jagen.

## Privéleven en overlijden
William E. Schevill ging formeel in 1985 met pensioen, hoewel hij daarna onofficieel bleef werken, en overleed op maandag 25 juli 1994 op 88-jarige leeftijd aan een longontsteking in het Emerson Hospital in zijn woonplaats Concord, Massachusetts. Hij werd overleefd door zijn vrouw, dochter en zoon.